# Padova (provins)
Padova är en provins i den italienska regionen Veneto. Huvudorten är Padua. Provinsen blev en del av Kungariket Italien genom Pragfreden, när Kungariket Lombardiet-Venetien 1866 överfördes från Kejsardömet Österrike.

## Administrativ indelning
Provinsen Padova är indelad i 102 kommuner, se lista över kommuner i provinsen Padova.
Kommunen Borgo Veneto bildades den 17 februari 2018 genom en sammanslagning av de tidigare kommunerna Megliadino San Fidenzio, Saletto och Santa Margherita d'Adige.

## Geografi
Provinsen Padova gränsar:
- i norr mot provinsen Treviso
- i öst mot provinsen Venedig
- i syd mot provinsen Rovigo
- i väst mot provinsen Verona och Vicenza

## Världsarv i provinsen
- Botaniska trädgården (Orto Botanico), Padua världsarv sedan 1997.